# Гад, Хемминг
Хемминг Гад (швед. Hemming Gadh); родился около 1450 года, Хоссму близ Кальмара — 16 декабря 1520 года замок Расеборг, Финляндия) — шведский государственный деятель, епископ.

## Биография

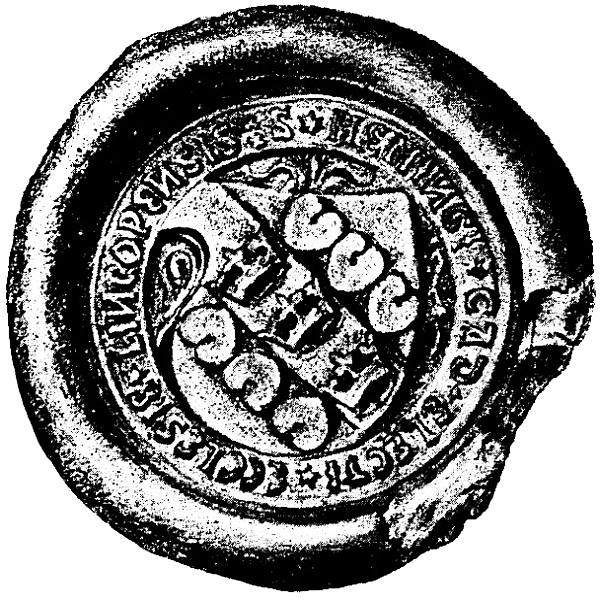
Личная печать епископа Хемминга Гада (1501)

Учился в Ростокском университете. Совместно с регентами Стуре возглавлял в 1501—1513 годах борьбу против действий датской короны, стремившейся вернуть себе власть над Швецией. В 1510—1512 годах — посол Швеции в Любеке.
В 1518 году Хемминг Гад был арестован и отправлен в качестве заложника в Данию. Здесь, в Копенгагене, он меняет свою политическую ориентацию и становится ярым сторонником унионистской политики датского короля Кристиана II, стремившегося подчинить Швецию.
В 1520 году Хемминг Гад помог датскому королю Кристиану II овладеть Стокгольмом, однако вскоре после этого он впал в немилость, был сослан в Финляндию и там по приказу Кристиана II казнён (обезглавлен) в Расеборгском замке.